# Бриндізі (пісня)
Бри́ндізі (італ. Bríndisi, «тост») — пісня, що містить заклик випити алкоголь, застільна пісня.
Слово італійське, але воно походить від старішої німецької фрази (ich) bringe dir's — «(я) пропоную вам», яка колись застосовувалася для висловлювання тосту. 
Термін б. часто використовується в опері. Як правило, в оперному бриндізі один персонаж виспівує тост як сольну партію, а хор згодом приєднується для виконання приспіву.
Італійські географічні назви Бри́ндізі-місто, Бри́ндізі-провінція, а також Бриндізі-Монтанья є омонімами до терміну б. і етимологічно з ним не пов'язані, хоча, можливо, вони походять від тієї ж німецької фрази.

## Приклади
Відомі приклади оперного виконання бри́ндізі:
- Libiamo ne' lieti calici, дует з другої сцени першого акту опери Джузеппе Верді «Травіата»
- Viva, il vino spumeggiante, пісня Турріду з другої сцени опери П'єтро Масканьї «Сільська честь»
- Il segreto per esser felici, пісня Маффі Орсіні з другого акту опери Гаетано Доніцетті «Лукреція Борджіа»
- Inaffia l'ugola!, пісня Яго з першого акту опери Джузеппе Верді «Отелло»
- Si colmi il calice, пісня леді Макбет з другого акту опери Джузеппе Верді «Макбет»
- The Tea-Cup Brindisi, пісня фіналу першого акту опери Ґілберта та Саллівана «Чародій»
- О vin, dissipe la tristesse, пісня Гамлета з другого акту опери Амбруаза Тома «Гамлет»